# Euxoa hungarica
Euxoa hungarica là một loài bướm đêm trong họ Noctuidae.